# Thurcaston
Thurcaston är en by i civil parish Thurcaston and Cropston, i distriktet Charnwood, i grevskapet Leicestershire, England. Byn är belägen 7 km från Leicester. Orten har 820 invånare (2018). Civil parish hade 336 invånare år 1931. Byn nämndes i Domedagsboken (Domesday Book) år 1086, och kallades då Turchi(te)lestone.